# Plage Valentin
La plage Valentin est une plage publique située sur la commune de Batz-sur-Mer, dans le département français de la Loire-Atlantique. Elle est l'une des trois plages de sable de la commune, avec celles de la Govelle et du port Saint-Michel.

## Géographie
La plage Valentin, longue de 740 m, est adossée à une dune et borde la baie de la Barrière, sur le littoral de la presqu'île du Croisic. Elle est délimitée par la pointe de Casse-Caillou au sud-est et la pointe du Fort au nord-ouest.
L'extrémité occidentale de la plage marque la limite avec la commune voisine du Croisic, au niveau de la pointe du Fort. Une batterie côtière et une porte fortifiée s'élevaient jadis à cet endroit, ce qui vaut encore le nom de « La Barrière » à cette plage. Depuis 1836, c'est une  propriété de villégiature, le manoir de Pen Castel, qui occupe les lieux.
La pointe de Casse-Caillou ferme l'extrémité sud de la plage. Son nom évoque les carrières de granit, exploitées de tout temps, jusqu'aux années 1950 et devenues de profondes mares. Casse-Caillou est en réalité une altération du nom ancien Cascaleau, qui figure notamment sur des cartes des XVIIe et XVIIIe siècles.

## Histoire
En France, la villégiature balnéaire apparaît au début du XIXe siècle sous l'influence de l'aristocratie, qui ramène d'Angleterre cette vogue découverte pendant les années d'exil entre 1798 et 1815. La duchesse du Berry aurait ainsi lancé en France la mode des bains de mer lors de ses séjours estivaux à Dieppe, entre 1824 et 1829, mais des « baigneurs » viennent déjà au Croisic avant cette date, à partir de 1819. L'ouvrage de 1828 d'Auguste Lorieux, Promenade au Croisic, témoigne de la venue précoce d'amateurs de bains de mer, faisant du Croisic un des tout premiers lieux de villégiature balnéaire en France.
Les premiers visiteurs ainsi venus dans la presqu'île pour soigner notamment leur tuberculose s'établissent dans un premier temps à Saint-Goustan puis, faute de capacité d'accueil suffisante, portent leur préférence sur Port Lin et à partir de 1845, sur les dunes voisines de la Barrière à Batz-sur-Mer, la future plage Valentin. 

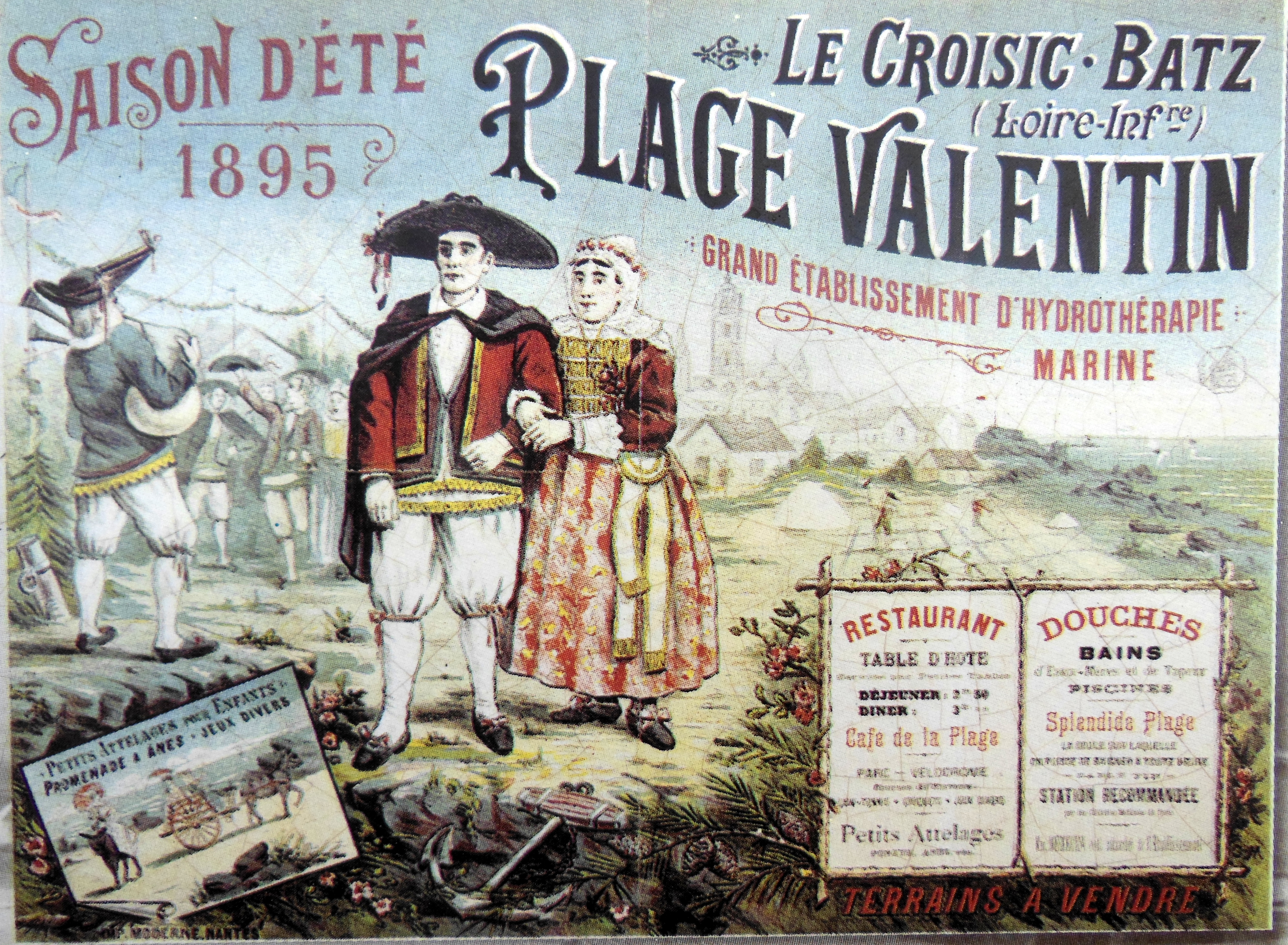
Affiche publicitaire de 1895 pour la plage Valentin
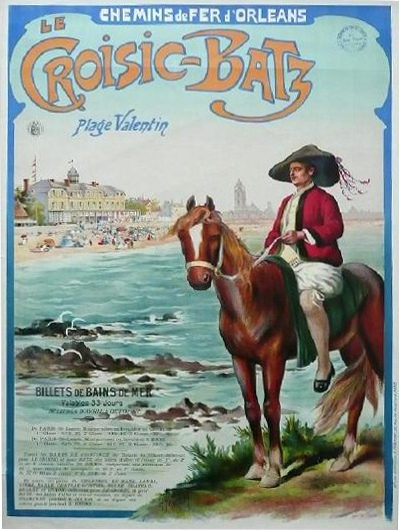
Affiche publicitaire de la Compagnie du chemin de fer de Paris à Orléans, réalisée vers 1900 par Gustave Fraipont (musée de Bretagne)

### Aménagements
Les dunes de La Barrière, en limite de territoire avec le Croisic, accueillent une hydrothérapie marine, petit établissement de bains constitué à l'origine de simples baraques en bois. Ce ne sont pas en effet les plages de sable qui sont recherchées à cette époque, mais les possibilités de baignade dans une eau de mer calme, tiédie, à l'abri des regards, dans un but thérapeutique. Les rochers de la plage de Saint-Goustan au Croisic offrent des conditions naturelles idéales, qu'il faut compenser à Batz-sur-Mer par des aménagements.
Cette première balnéothérapie est créée à partir de 1853 à l'initiative d'un maître-nageur, Charles Louis Édouard Killian, surnommé Valentin, qui donne son nom à la plage qu'il occupe. L'affaire prospère et devient à la mode, lançant le tourisme balnéaire sur ce rivage.
L'arrivée du train sur la commune, avec un arrêt en gare de Batz-sur-Mer en 1879, est déterminante pour le développement de l'attractivité des bourgs côtiers du sud de la presqu'île guérandaise. Vers 1891, Mme Boju, se disant indûment « de la Ménollière », rachète l'établissement de balnéothérapie, rase les bâtiments d'origine en bois et édifie à la place, à partir de 1897,  le « Grand  Hôtel de la Plage », futur « Hôtel Régina », dans le style de l'établissement Deslandes du Croisic. Elle fait également édifier la villa dite « manoir de Landévennec » pour le médecin qui s'occupe de l'établissement de soins.
En 1904, les difficultés économiques l'obligent à céder la propriété à Eugène Bouillet, qui la revend en 1909 à Louis Lajarrige. Il rebaptise alors l'établissement « Atlantic-Hôtel ». Le site est vendu vers 1948 à la Société des fonderies de Pont-à-Mousson qui y établit sa colonie de vacances.

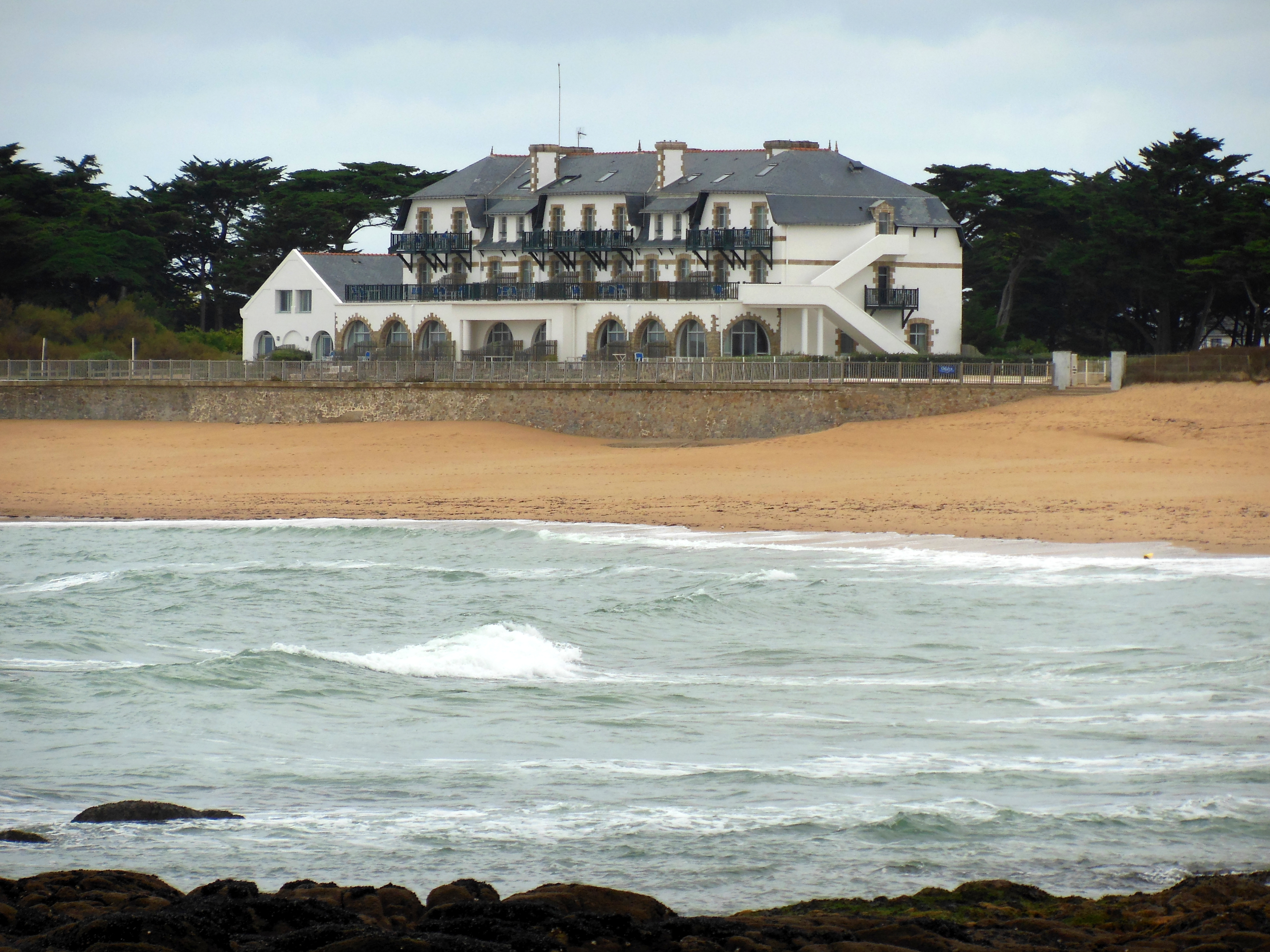
Atlantic Hôtel, vu de la pointe de Casse-Caillou
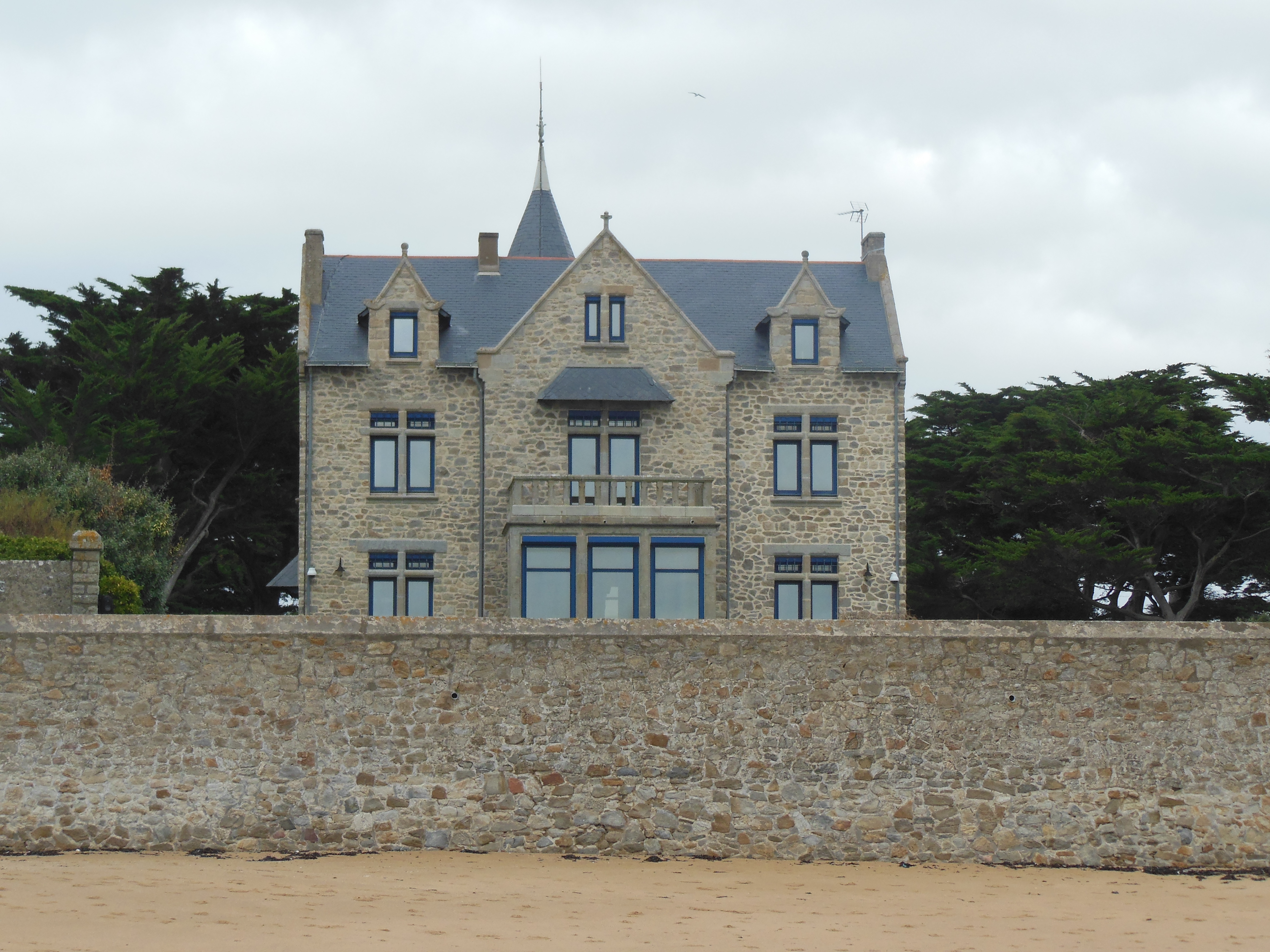
Manoir de Landévennec, vu de la plage

La construction de l'hôtel s'accompagne de la rédaction d'un plan d'occupation d'urbanisme, où villas, parc d'agrément et établissements de soins se partagent l'espace, entre océan et marais salants. Mais ce domaine, qui devait porter le nom de « parc de Beaulieu » ne voit jamais le jour, miné par des problèmes économiques. Il est définitivement enterré par le décès de Jean-Baptiste Boju et le début de la Première Guerre mondiale, qui mettent une fin provisoire à toute activité touristique. Seul l'hôtel Régina, aujourd'hui résidence de vacances et quelques villas témoignent de ce projet.